# Only When I Laugh (televisieserie)
Only When I Laugh is een Britse televisiecomedy geproduceerd door de Yorkshire Television. De serie speelt zich af in een NHS-ziekenhuis. 
De hoofdrollen worden gespeeld door James Bolam, Peter Bowles en Christopher Strauli als de patiënten Roy Figgis, Archie Glover en Norman Binns. Dhr. Gordon Thorpe, hun chirurg, wordt gespeeld door Richard Wilson; bijgestaan door zijn Indiase verpleegkundige Gupte, gespeeld door Derrick Branche. Er werden in totaal 29 afleveringen gemaakt, die tussen 29 oktober 1979 en 16 december 1982 zijn uitgezonden door ITV.
De titel is het antwoord op de vraag "Does it hurt?" ("Doet het pijn?").
In Nederland werd de serie uitgezonden onder de titel Alleen als ik lach door de AVRO.

## Personages
- James Bolam als Roy Figgis
- Peter Bowles als Archie Glover
- Christopher Strauli als Norman Binns
- Richard Wilson als Gordon Thorpe
- Derrick Branche als Gupte

## Afleveringen
| Seizoen | Seizoen      | Aantal afleveringen | Oorspronkelijkee uitzenddatum | Oorspronkelijkee uitzenddatum |
| Seizoen | Seizoen      | Aantal afleveringen | Start seizoen                 | Einde seizoen                 |
| ------- | ------------ | ------------------- | ----------------------------- | ----------------------------- |
|         | Seizoen 1    | 7                   | 29 oktober 1979               | 10 december 1979              |
|         | Seizoen 2    | 7                   | 29 april 1980                 | 10 juni 1980                  |
|         | #Seizoen 3   | 7                   | 2 september 1981              | 14 oktober 1981               |
|         | Kerstspecial | 1                   | 24 december 1981              | 24 december 1981              |
|         | Seizoen 4    | 7                   | 4 november 1982               | 16 december 1982              |

### Serie 1 (1979)
| Nr. | Titel                           | Regie           | Originele uitzenddatum |
| --- | ------------------------------- | --------------- | ---------------------- |
| 1 | A Bed With A View               | Vernon Lawrence | 29 oktober 1979        |
| Norman arriveert op de afdeling en krijgt het bed naast het raam toegewezen. Al snel blijkt dat de andere twee patiënten hun oog ook op dit bed hebben laten vallen, en ontstaat er een verwarrende beddenwissel.                |                                 |                 |                        |
| 2 | Operation Norman                | Vernon Lawrence | 5 november 1979        |
| Normans blindedarmoperatie is gepland, maar hij voelt zich niet volledig gerustgesteld. Voor advies klopt hij aan bij zijn buurman Figgis                                                                                        |                                 |                 |                        |
| 3 | The Rumour                      | Vernon Lawrence | 12 november 1979       |
| Figgis hoort per ongeluk een gesprek tussen dokter Thorpe en Gupte, over zijn hond die niet meer lang te leven heeft. Helaas heeft Figgis niet door dat het over de hond gaat, en denkt dat zijn eigen laatste uren geteld zijn. |                                 |                 |                        |
| 4 | The Man with the Face           | Vernon Lawrence | 19 november 1979       |
| 5 | Let Them Eat Cake               | Vernon Lawrence | 26 november 1979       |
| 6 | Tangled Web                     | Vernon Lawrence | 3 december 1979        |
| 7 | Is there a Doctor in the House? | Vernon Lawrence | 10 december 1979       |

### Serie 2 (1980)
| Nr. | Titel                               | Regie           | Originele uitzenddatum |
| --- | ----------------------------------- | --------------- | ---------------------- |
| 8   | Whatever Happened To Gloria Robins? | Graeme Muir     | 29 april 1980          |
| 9   | Where there's a Will                | Graeme Muir     | 6 mei 1980             |
| 10  | It Can Damage Your Health           | Graeme Muir     | 13 mei 1980            |
| 11  | The Cosmic Influence                | Vernon Lawrence | 20 mei 1980            |
| 12  | The Visitors                        | Vernon Lawrence | 27 mei 1980            |
| 13  | The Lost Sheep                      | Vernon Lawrence | 3 juni 1980            |
| 14  | Last Tango                          | Vernon Lawrence | 10 juni 1980           |

### Serie 3 (1981)
| Nr. | Titel                          | Regie           | Originele uitzenddatum |
| --- | ------------------------------ | --------------- | ---------------------- |
| 15  | A Day in the Life Of           | Vernon Lawrence | 2 september 1981       |
| 16  | Adam's Rib                     | Vernon Lawrence | 9 september 1981       |
| 17  | The Right Honourable Gentleman | Vernon Lawrence | 16 september 1981      |
| 18  | Postman's Knock                | Vernon Lawrence | 23 september 1981      |
| 19  | Accident                       | Vernon Lawrence | 30 september 1981      |
| 20  | Dear Diary                     | Vernon Lawrence | 7 oktober 1981         |
| 21  | These You Have Loved           | Vernon Lawrence | 14 oktober 1981        |

#### Kerstspecial (1981)
| Nr. | Titel              | Regie           | Originele uitzenddatum |
| --- | ------------------ | --------------- | ---------------------- |
| 22  | Away For Christmas | Vernon Lawrence | 24 december 1981       |

### Serie 4 (1982)
| Nr. | Titel                              | Regie           | Originele uitzenddatum |
| --- | ---------------------------------- | --------------- | ---------------------- |
| 23  | Blood Brothers                     | Vernon Lawrence | 4 november 1982        |
| 24  | Conduct Unbecoming                 | Vernon Lawrence | 11 november 1982       |
| 25  | All in the Mind                    | -               | 18 november 1982       |
| 26  | In Sickness & in Health            | Vernon Lawrence | 25 november 1982       |
| 27  | Escape                             | Vernon Lawrence | 2 december 1982        |
| 28  | When Did You Last See Your Father? | Vernon Lawrence | 9 december 1982        |
| 29  | The Reunion                        | Vernon Lawrence | 16 december 1982       |